# 아케보노 어린이 숲 공원
아케보노 어린이 숲 공원(일본어: あけぼの子どもの森公園)은 일본 사이타마현 한노시에 위치한 공원이다. 가지 구릉에 위치한 아즈 운동공원에 인접해 있다. 9시부터 17시까지 개장하며, 월요일과 연말 연시 (12월 28일 ~ 1월 4일)에 휴장한다.

## 역사
일본 건설성의 헤이세이 기념 어린이 숲 공원 사업으로 지정되어 1997년 7월 1일에 개원하였다. 2010년 6월 1일에는 약 반 년간의 리뉴얼을 거쳐 재오픈하였다.

## 시설
공원 내 시설에는 무민 저택이라는 이름의 주택이 있으며, 이 주택은 무민의 작가인 토베 얀손의 자료를 전시하고 무민 관련 서적을 소장하며, 무민 세계를 재현하고 있는 것으로 알려져 있다. 무민 저택은 지상 3층, 지하 1층으로 이루어져 있다. 어린이 극장은 2층 홀로 되어 있다. 숲속의 집은 지상 2층으로 되어 있으며, 1층은 토베 얀손의 자료를 전시하는 자료관이며 2층은 무민 관련 서적이나 그림책을 소장하고 있는 소규모 도서관이다. 시설의 설계는 무라야마 유이치가 했다. 무민의 캐릭터 인형은 설치되어 있지 않으며, 원내에 식당이나 매점은 없다.